# Звід місцевих узаконень губерній остзейських
Звід місцевих узаконень губерній остзейських (рос. дореф. Сводъ местныхъ узаконений губерний остзейскихъ, нім. Provinzialrecht der Ostseegouvernements, ест. Balti provintsiaalseadustik) — тритомна кодифікація джерел права, що діяли в Остзейському краї Російської імперії, тобто Курляндській, Ліфляндській та Естляндській губерніях.
Частини Зводу ділилися на книги, книги — на розділи, розділи — на глави, глави — на відділення, а вони містили окремі статті. Перші дві частини були опубліковані 1845 року. Перша частина складалася зі вступу та шести книг, у ній були викладені засади існування остзейських губерній (функції місцевого самоврядування нарівні з урядовими установами виконувались також органами дворянства). Більшість статей цієї частини втратили чинність після поширення на остзейські губернії положень судової реформи у 1889 року. Відступи від загального встановлення губернського управління, дозволені для остзейських губерній, вміщені у II томі Зводу видання 1892 року. Друга частина складалася зі вступу та трьох книг і була присвячена постановленням про стани (окрім селян). 1853 року до перших двох частин Зводу було видано продовження.
Третя частина, що включала вступ та чотири книги (кодифікована професором Дерптського університету Теодором фон Бунге), присвячена цивільному праву та видана 1864 року. Містила 4600 статей; частина положень стосувалася тільки окремих територій. У Курляндії та Ліфляндії відповідні положення цієї частини з деякими змінами (широкими в частині законів про шлюби) були чинними до набрання чинності Цивільним законом Латвії у 1938 році.